# Cayo Maravillas
Cayo Maravillas är en ö i Kuba. Den ligger i den norra delen av landet, 250 km öster om huvudstaden Havanna.